# Gasteria pillansii
Gasteria pillansii es una especie de planta suculenta perteneciente a la familia Xanthorrhoeaceae. Es originaria de Sudáfrica.

## Descripción
Es una planta herbácea perennifolia, suculenta con tallo de 7 a 20 cm de largo, a una altitud de 1000 metros en Sudáfrica.

## Taxonomía
Gasteria pillansii fue descrita por (Kensit y publicado en Trans. Roy. Soc. South Africa 1: 163, en el año 1910.
Variedades aceptadas
- Gasteria pillansii var. ernesti-ruschii (Dinter & Poelln.) van Jaarsv.
- Gasteria pillansii var. pillansii[4]